# Homophylax nevadensis
Homophylax nevadensis là một loài Trichoptera trong họ Limnephilidae. Chúng phân bố ở miền Tân bắc.